# Сестос
Сестос (на старогръцки: Σηστός, Sêstós) е през древността град на Тракийския Херсонес (при днешния форт Bigalı Kalesi на полуостров Галиполи) на северния бряг на Хелеспонт (Дарданелите) в днешна европейска Турция на 5 км северно от Мадитос (дн. Eceabat).
Първоначално тракийският Сестос през около 600 пр.н.е. е заселен от гръцки колонисти от остров Лесбос. През 480 пр.н.е. персийският цар Ксеркс I построява между Сестос и Абидос два понтонни моста над Хелеспонт от Азия към Европа за своя поход против Гърция. През 334 пр.н.е. Александър Велики преминава от Сестос към Абидос.
В гръцката митология Херо и Леандър произлизат от Сестос и Абидос. При Омир градът принадлежи към Троя.